# Hero Kids
Hero Kids es una serie de animación española que trata de las aventuras de unos niños con superpoderes. Viven en la ciudad imaginaria de Mastodómpolis, y en cada episodio están luchando contra malos, a la vez que viven aventuras. Una serie educativa recomendada para niños de 6 a 12 años. La serie está ambientada en un mundo poblado por superhéroes, pero también por aventureros de todo tipo, villanos y monstruos diversos, y tiene mezcla de aventuras, amor, acción... etc. Muchos personajes, nombres, y lugares hacen referencia a otros superhéroes y otras cosas conocidas, como por ejemplo el nombre de la nave de la escuela es "Águila Centenaria" que alude al famoso "Halcón Milenario" de las películas de Star Wars.
El primer pase de Hero Kids tuvo lugar en el segundo canal de TVE, siendo uno de los estrenos destacados de la programación navideña de 2009. Posteriormente, la serie ha sido redifundida por Clan (TVE), donde ha obtenido audiencias positivas, por encima de la media del canal. Además, la productora ha alcanzado acuerdos para la difusión internacional y la creación de merchandising

## Producción
La serie está producida en estilo de Animación 2D, como las de las caricaturas animadas.
El idioma y las voces originales de la serie son españolas, los productores quieren distribuir la serie en el mercado internacional.

## Episodios

### Temporada 1: 2009-2010
Todos los capítulo fueron estrenado en la 2 de TVE a partir del 13 de noviembre de 2009
| Episodio | Título                              | Emisión                 | Carátula |
| -------- | ----------------------------------- | ----------------------- | -------- |
| 1        | Bautismo de fuego                   | 13 de noviembre de 2009 | Ver      |
| 2        | Goloso, el devorador de mundos      | 14 de noviembre de 2009 | Ver      |
| 3        | El alumno de intercambio            | 8 de febrero de 2010    | Ver      |
| 4        | Cumpleaños en el Olimpo             | 15 de febrero de 2010   | Ver      |
| 5        | Truco o Trato                       | 21 de febrero de 2010   | Ver      |
| 6        | ...Que nos vamos de excursión       | 23 de febrero de 2010   | Ver      |
| 7        | La Rebelión de las Máquinas         | 1 de marzo de 2010      | Ver      |
| 8        | Superbebé, Superproblemas           | 10 de febrero de 2010   | Ver      |
| 9        | Sile, Nole                          | 3 de octubre de 2010    | Ver      |
| 10       | Y el Culpable es...                 | 14 de junio de 2010     | Ver      |
| 11       | Marce Vuelve a Casa por Navidad     | 10 de marzo de 2010     | Ver      |
| 12       | La Función Debe Continuar           | 7 de febrero de 2010    | Ver      |
| 13       | ¿Qué es Verde y Blandito?           | 24 de febrero de 2010   | Ver      |
| 14       | Deudas Pendientes                   | 8 de marzo de 2010      | Ver      |
| 15       | El Tiempo en sus Manos              | 16 de febrero de 2010   | Ver      |
| 16       | Peluche Aplasta                     | 16 de febrero de 2010   | Ver      |
| 17       | El Regreso de Discóbolo             | 19 de abril de 2010     | Ver      |
| 18       | ¿Héroes o Amenazas?                 | 24 de mayo de 2010      | Ver      |
| 19       | Todo en una Mañana                  | 7 de junio de 2010      | Ver      |
| 20       | Sin Poderes                         | 10 de agosto de 2010    | Ver      |
| 21       | Atrapados en un Mundo Negativo      | 12 de julio de 2010     | Ver      |
| 22       | El Sendelo de la Muelte Polvolienta | 17 de octubre de 2010   | Ver      |
| 23       | Game Over                           | 17 de febrero de 2010   | Ver      |
| 24       | El Enemigo Invisible                | 5 de diciembre de 2010  | Ver      |
| 25       | Pesadilla Antes de Fin de Curso     | 1 de agosto de 2010     | Ver      |
| 26       | La Venganza del Dr. Fusión          | 7 de noviembre de 2010  | Ver      |

## Personajes

### Alumnos
- Iglú: Posee los poderes del hielo y el frío. Está enamorado de Brisa desde que entró en Hero Kids.

Iglú

- Bunsen: Chistoso, alegre y divertido, posee el poder del fuego. Mantiene el secreto de Iglú sobre Brisa.

Bunsen

- Brisa: La Posible novia de Bunsen, del cual ella está enamorada. Es alegre, guapa y saca buenas notas. Controla el viento y le gusta Bunsen. En el último episodio se enamora también de Iglú.

Brisa

- Marce: Alumno de intercambio de Marte. Entró en Hero Kids en el 3.er Episodio. Se lleva bien con todos.

- Termita: Se come todo a su paso. Su estómago esta blindado. Es alegre y divertido, siempre piensa en comer.

- Fugaz: Niña rica, preocupada por su aspecto y un poco chismosa. Siempre piensa en ella misma, pero, en el fondo, también piensa en los demás.

- Colibrí: La mejor amiga de Brisa, capaz de reducir su tamaño y volar mediante unas pequeñas alas. Es divertida y muy buena compañera.

- Chof: La cotilla de la clase. Está formada por agua y se deshidrata mucho por ello. En un episodio ve el amor entre Bunsen y Brisa. No le gusta Bunsen. Además, no encuentra novio.

- Cósmica: Amiga de Fugaz. Nunca quiere ir a los entrenamientos. Está hecha de estrellas. Sus padres viven en otra galaxia.

- Divino: Es grande y fuerte. Hijo de Zeus y de madre humana. Es hermano de Hércules, lo que le hace ser un semidiós.

- Zum: Es hermano de Fugaz pero no se parecen en nada. Tiene velocidad del rayo y de la luz. Aunque no lo parece está gordo. En secreto es amigo de Iglú, Brisa y los demás.

- Pelota: Con la habilidad de transformarse en pelota y rebotar. Es el chivato por excelencia, ya que le encanta hacerle la pelota a los profesores.

- Kadabra: Con poderes sobre lo arcano, sus conjuros rara vez salen bien. Le acompaña Rodolfo, un pequeño demonio de una dimensión infernal de donde proceden los malos.

- Kunfuteka: Guerrero de las artes marciales, siempre está pronunciando algún "antiguo provervio chino".

- Nocturno: Detective por excelencia, estratega, y con una gran capacidad deductiva, le gusta hacerse el misterioso y mantenerse en las sombras.

- Mandoble: Una especie de mosquetero moderno. Usa una espada o cimitarra, la verdad es que no está claro. Está hecha de energía y no se puede romper.

- Roboto: No es un organismo viviente, si no una inteligencia artificial con cuerpo de robot. Le cae bien a todos los Hero Kids. En un episodio, se conecta al ordenador del Sr. Kirby y se divide en 3 fragmentos.

- Albert: Niño con acento ruso y una superinteligencia de genio, que usa una plataforma flotante para andar.

- Diana: Niña no muy habladora con una capucha. Su habilidad es una puntería especial con el arco y flecha.

- Peluche: Es el menor del grupo, que hace lo que un bebé que no sabe hablar. Cuando le molestan se convierte en una bestia de gran fuerza.

- Xero: Niño capaz de multiplicarse y clonarse.

- Blub: La mascota del grupo, es verde y viscosa.

### Profesores
- Director Kirby: es el verborréico y despistado director de Hero Kids. Fundó la escuela

hace más de veinte años, y recuerda aquellos tiempos constantemente, orgulloso de su
trabajo como formador de varias generaciones de héroes. En realidad, las historias que
cuenta sobre la creación de Hero Kids son mucho menos edificantes de lo que parecen,
pero será algo que los alumnos sólo descubrirán cuando viajen en el tiempo hasta aquel
entonces. Tiene una extraña afición por los patos.
- Conserje Tesmeiker: el terror de los alumnos. Es severa, chillona y les espía

constantemente para que no se desmanden. Algunos pueden pensar que en el fondo no
es mala persona, pero faltan pruebas de ello. Está obsesionada por controlar todo en
Hero Kids.
- Entrenador Malone: se encarga de la preparación de los críos. Le encantan los coches

y las naves espaciales y se pasa el día arreglando su destartalado Águila Centenaria. Es
afable y tranquilo, aunque le preocupa mucho hacerse viejo. Ha probado muchos
crecepelo, pero lo único que consigue es aumentar su poblado bigote.
- Señor Roger Stevens: dueño de la tienda de artículos superheroicos que frecuentan

algunos de nuestros protagonistas. Bunsen, Iglú y Brisa lo tomarán enseguida como
mentor y figura paterna. Algo les hace sospechar que el señor Stevens no es del todo lo
que parece. En secreto, hace muchos años que dejó de ser el más grande héroe que haya
conocido Mastodómpolis: El Discóbolo, desaparecido hace décadas en el curso de una
terrible batalla contra su mayor enemigo, el Maquinista.

### Villanos
- Doctor Fusión: El enemigo en la sombra de Mastodómpolis. Su objetivo es la conquista

del planeta para convertirlo en un entorno radioactivo en el que poder vivir a sus anchas.
- Colector: Implacable coleccionista de objetos relacionados con el mundo de los

superhéroes. Será capaz de grandes villanías para conseguir esa rara edición limitada de
su héroe favorito, e incluso coleccionar al propio personaje. Lo único a lo que le tiene
miedo es a una regañina de su madre.
- Goloso: El gigantesco gourmet de planetas. Llega un día a Mastodómpolis y derrota

inmediatamente a todos los grandes héroes, tras lo cual se dispone a devorar cuanto
encuentre a su paso. Los chicos de Hero Kids deberán hacerle frente en solitario.
- Ama de casa: El orden y la limpieza es su máxima aspiración. Para ello, ha creado un

ejército de electrodomésticos con los que sacará brillo a Mastodómpolis, aunque sus
habitantes no quieran.
- Remigio: Señor de las Huestes Infernales. Invade Mastodómpolis en Halloween, por eso

nadie le toma por un monstruo. Los chicos de Hero Kids le derrotarán sin saber siquiera
de dónde proviene.
- Gigers: Extraterrestres malos del planeta de Marce. Son muy agresivos y voraces.

- la mala hierba: una hierba malvada que vino a pelear, aparece en la segunda temporada.